# 隈之城保育園
隈之城保育園（くまのじょうほいくえん）は、社会福祉法人隈之城福祉協会が設置し、薩摩川内市隈之城町1434に所在する保育所である。

## 理念・方針・目標
保育理念
一人ひとりの子どもが自ら成長する力を信じ、現在を最も良く生き、将来の生きる力を培うと共に、保護者や地域の子育てを支援する。
保育方針
「共に育つ子ども・親・保育」
1. 家庭的な環境のもとで、健康と安全を基本に、生活習慣を培い、生きていくための基礎力を丁寧に育む。
2. 豊かな経験・創造性の芽生えを大切に、自己を十分に発揮し、おおらかで感性豊かな人間性を育む。
3. 家庭と協力しながら、健全な心身の発達を図り、地域社会を通して社会生活の基礎力を育む。

保育目標
- 仲よく：友だちを思いやる心をもつ子どもに育てる。
- がんばる：何事にもくじけず元気な子どもに育てる。
- すなおな子：心豊かで明るい子どもに育てる。